# 隘口伯公廣福宮
24°48′07″N 121°02′23″E / 24.801961°N 121.039745°E
隘口伯公廣福宮，是位於臺灣新竹縣竹北市隘口里的土地祠，坐落於兩棵老榕樹前，在興建高鐵特區時，廟與樹身皆獲得原地保存。

## 伯公廟

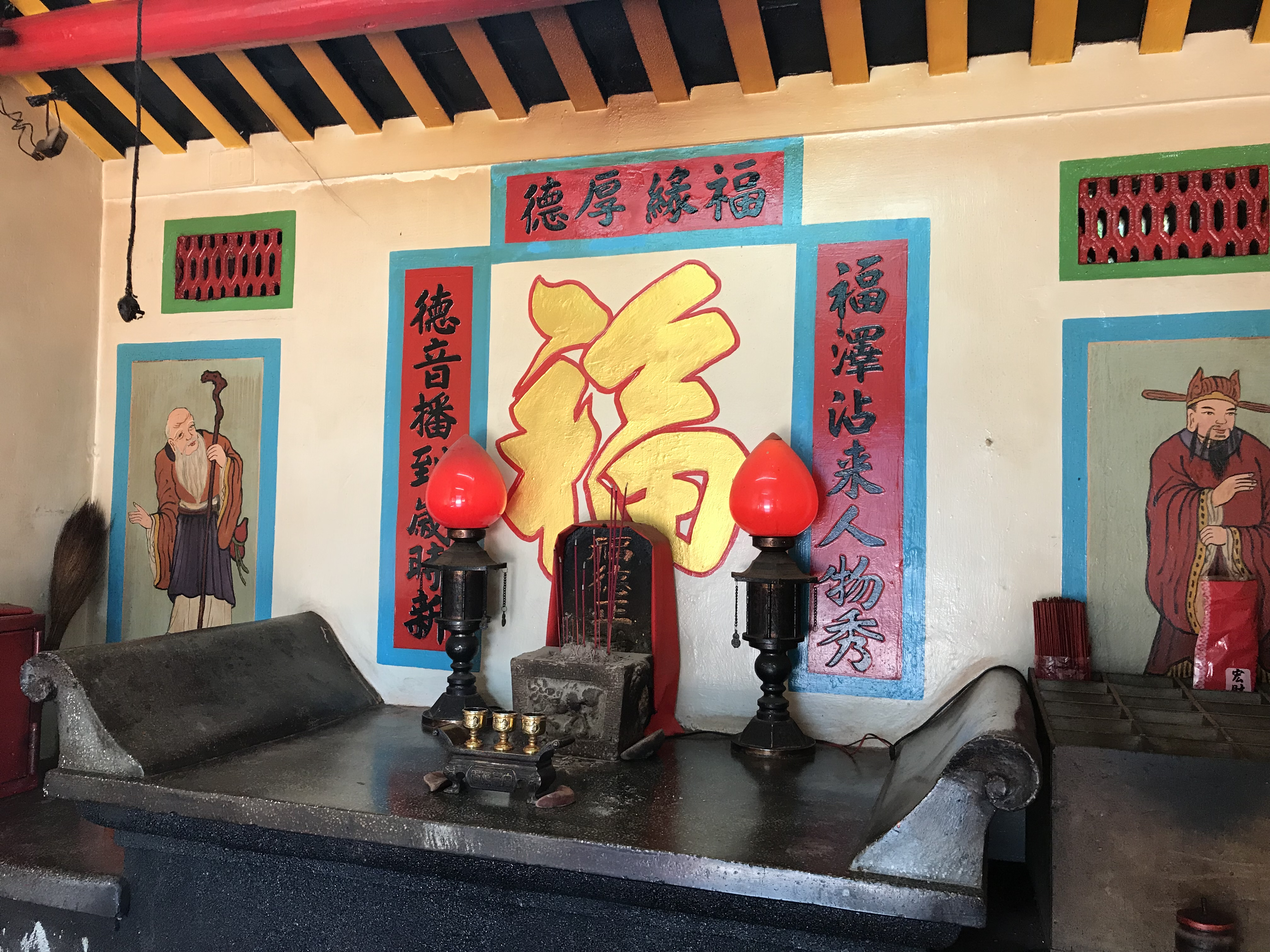
伯公牌位

隘口伯公廣福宮位在竹北六家地區隘口里社區活動中心南側，地方人稱為「蜘蛛穴」之處。該廟與中興里的麻園伯公福龍宮、東平里的番子寮伯公福昌宮，歷史皆追溯至清治時期，並設制爐主輪值制度。隘口原為原住民與漢族的界限，開發隘口的地主多為閩南人，佃農則以客家人為主，直到耕者有其田才由客家人佔優勢。地方流傳，早年隘口伯公演天公戲和平安戲時，輪值爐主接連發生不祥事，地方心生畏懼，遂將土地公香爐丟到東興圳，此後此廟酬神戲都訂在農曆正月初九天公生之前，不同於一般伯公戲多訂在農曆八月十六日。
臺灣高鐵興建時，沿線從北到南有上百座的土地公廟被拆、文化資產遭毀。其中，隘口里七個鄰中有五個鄰被高鐵區段徵收。老居民為了爭取保存土地祠，在地方文史工作者陳板等人指導下，開始寫自己的村史，敘述自己對土地的愛，希望以溫情來軟化高鐵談判人員。1998年6月4日，高鐵局官員配合省、縣政府相關官員勘察六家時，指出隘口伯公、麻園伯公、番子寮伯公、十三甲伯公等廟宇將原地保留。2002年11月17日，隘口里居民舉辦人工收割觀摩會，依傳統習俗祭拜土地公、請客，告別農業生活。
2009年5月25日，新竹縣政府公告變更高鐵站特定區計畫第二次通盤檢討案，將隘口伯公廣福宮、麻園伯公福龍宮、番子寮伯公福昌宮的地目，從宗教用地變更為兒童遊樂場用地，引起地方譁然。因一旦變更地目，這三座土地公廟將不能修繕、增建或改建。對此，縣府工務處都市計畫科長吳玉釗解釋，目前只是草案階段，仍有討論空間，且用地變更後，土地公廟仍存在，民眾有意見都可提出想法，再由都市計畫委員會審議。玄奘大學宗教系教授黃運喜得知後在同月29日緊急寄出異議書，期能挽回。他並舉板橋的埤墘福德宮為例，被畫入才開發中山公園後，寺廟變成公園用地，造成任憑毀壞的遺憾。
今廟地屬交通部高鐵局所有。廣福宮因流傳許多靈驗故事，房屋仲介和營造廠商都會定期到這裡上香祈福。地方人士將隘口里設立高鐵新竹站，讓房地產大漲，歸功於此廟及一旁夫妻樹的保佑。

## 伯公樹

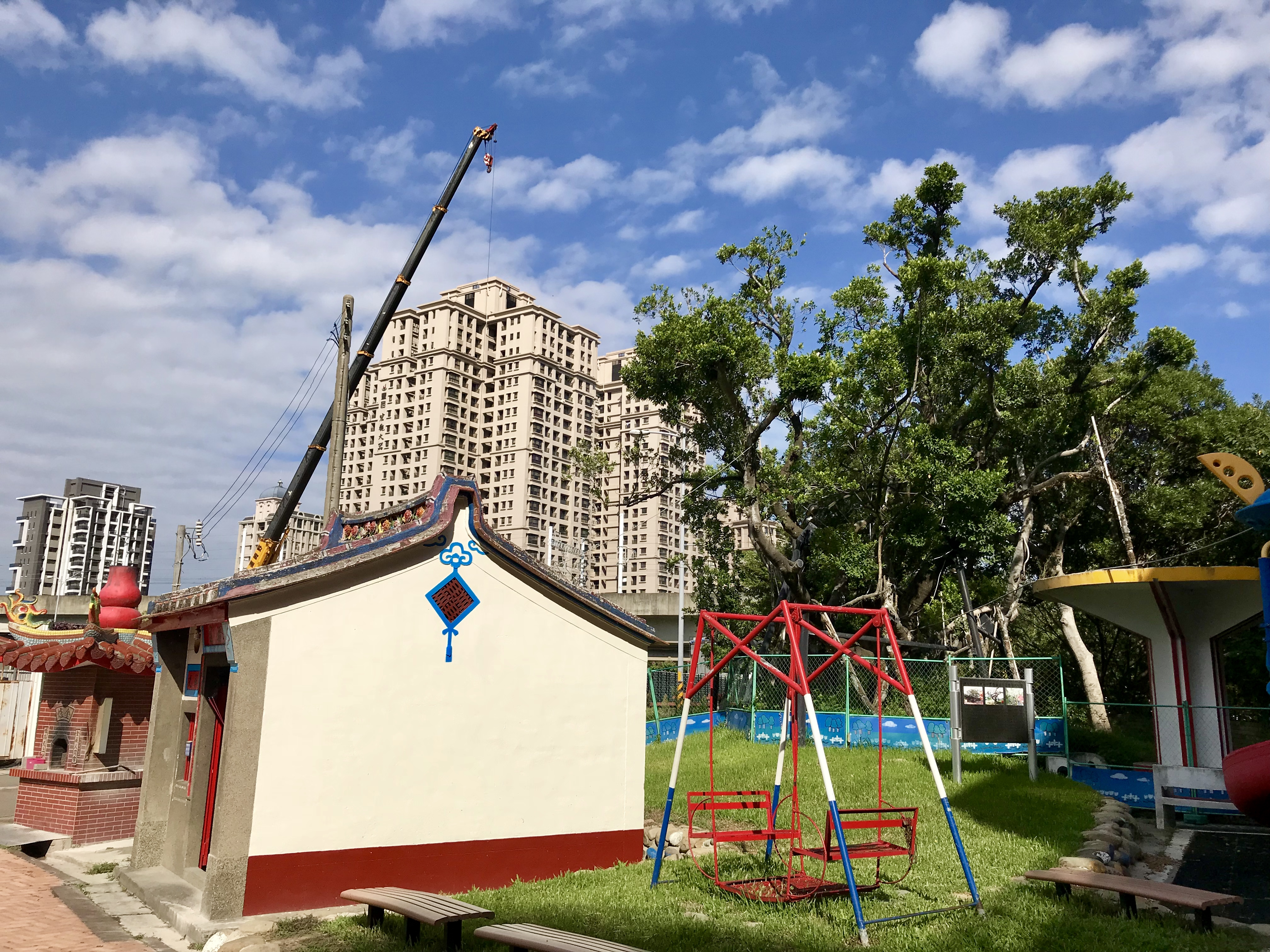
廟與夫妻樹

廟旁有兩棵老榕樹，一棵長滿鬍鬚般的氣根，另一根卻無。此對榕樹被地方視為夫妻樹。隘口里長陳清鏡表示，母樹長於公樹，但因根部泥土較少，發展空間不大，生長速度反不如公樹的巨大昌盛。他回憶兒時常在這對樹上攀爬玩耍，利用樹液黏捕蟬、天牛，並說當時他常作出像是在樹頭灑尿等不敬之舉，導致從樹上跌落時臉頰被樹枝刺穿，此後才相信伯公的法力，並在每晨為廟開門奉茶上香。
2000年5月26日，搬走的隘口里住戶回隘口社區活動中心續舊，在老樹下一起包粽子，由陳清鏡拍照為這老社區留下記錄。
2015年9月16日，因這對伯公樹嚴重掉葉，由竹北市公所請來樹醫李碧峰現勘。在這之前，隘口里長蔡家邦曾請向中興大學教授劉東啟請益後，在榕樹周邊的水泥地面打洞，用高壓水注洗根，再填入有機質，讓土壤透氣透水。李碧峰表示，這是因樹的石頭墩和水泥鋪面妨礙樹呼吸且排水不良，需敲開重新整理，此外過去不良修剪導致枝條乾枯，腐朽並產生白蟻，須進行外科清創治療。
後來發現樹感染褐根病，於是市公所在同年11月再邀集身為地主的高鐵局、縣府和樹醫，決議由三方共同籌措新台幣100萬元救樹，資金於2016年1月到位，2月再請台大實驗林的褐根病專家和樹醫現勘。之後市公所於3月17日向福田樹木保育基金會提出申請救樹，但基金會在2個月後通知未獲同意協助。市公所只好辦理公開評選，並於8月初完成招標作業，由天蕊樹木保護公司得標，同月19日召開說明會。業者著手培養新的根系，打掉花台和鋪面，移走遊樂器材，施作外科手術，裁切枯幹，並降低種植高度，再定期預防性噴藥，養護四年。榕樹在大動手術搶救後，外觀迥異於昔日綠意壯觀的形象。